# 阿尔弗雷德·埃斯比纳斯
阿尔弗雷德·埃斯比纳斯（法語：Alfred Victor Espinas，1844年5月23日—1922年2月24日），法国思想家，因对尼采的影响而闻名。他是奥古斯特·孔德和斯宾塞的学生。尽管他最初是实证主义的追随者，但后来成为了坚定的现实主义者。